# Новокубанський сільський округ
Новокуба́нський сільський округ (каз. Новокубанка ауылдық округі, рос. Новокубанский сельский округ) — адміністративна одиниця у складі Шортандинського району Акмолинської області Казахстану. Адміністративний центр — село Новокубанка.
Населення — 1845 осіб (2021; 2036 у 2009, 1990 у 1999, 2357 у 1989).
Станом на 1989 рік існувала Новокубанська сільська рада (села Алтайське, Новокубанка).

## Склад
До складу округу входять такі населені пункти:
| Населений пункт   | Населення, осіб (1989) | Населення, осіб (1999) | Населення, осіб (2009) | Населення, осіб (2021) |
| ----------------- | ---------------------- | ---------------------- | ---------------------- | ---------------------- |
| Алтайське, село   | 179                    | 180                    | 143                    | 124                    |
| Новокубанка, село | 2178                   | 1810                   | 1893                   | 1721                   |